# 世界將成為你的顏色
〈世界將成為你的顏色〉（日语：／ Sekai wa Anata no Iro ni Naru）是日本音樂組合B'z的歌曲。於2016年10月4日作為數位限定單曲由VERMILLION RECORDS發行。

## 概要
自2012年的以來，時隔約4年以數位上架發行的單曲。東寶系電影《lang|ja|名偵探柯南：純黑的惡夢》主題歌，但在電影上映時未發行，之後配合電影DVD及Blu-ray的發售，於2016年10月4日開始數位上架。
此外，自2016年5月14日起至12月24日亦被起用為讀賣電視台、日本電視台系列動畫片頭曲。

## 收錄曲
1. （世界將成為你的顏色）(5:00)
本曲是自2011年4月上映電影主題歌「Don't Wanna Lie」以來，時隔約5年與劇場版及電視系列柯南的商業搭配，專為電影全新創作的樂曲。製作樂曲時成員閱讀了電影劇本後，將其作為對自腳本階段起便參與製作的原作者青山剛昌的「本次的電影是一部漆黑地故事，但觀看完後，心情將成為什麼顏色，是取決於你（笑）[原文 1]」這段，在宣布製作電影時所添加之留言的對答曲（日语：アンサーソング）全新創作而成。關於這點，B'z以留言表示「隨著每部劇場版的推出故事變得越發深沈，本次也頗為特寫了柯南這部作品擁有的陰暗面，樂曲方面亦是以迄今為止不同的心情製作而成[原文 2]」[12][13][14][15][16][17][18][19][20][21][22][23]。
與在電影中所使用的編曲有若干差異，延長了結尾部份。
在官方粉絲俱樂部的會報誌中刊登了成員親筆手寫的歌詞與樂譜[24]。
被收錄於2017年3月22日發售之合輯[注 2]，之後作為B'z名義被收錄於53rd單曲『声明/Still Alive』。未收錄於20th專輯，並且仍未曾收錄於B'z相關專輯中。
由於發售的2016年並無舉辦作為B'z名義的演唱會，因此在翌年的上成為了演唱會首次披露。

## 商業搭配
- 東宝系映画主題歌
- 讀賣電視台、日本電視台系列動畫片頭曲（2016年5月14日 - 12月24日）

## 製作人員
- 松本孝弘：吉他、作曲、編曲
- 稻葉浩志：主唱、作詞、編曲
- 寺地秀行（日语：寺地秀行）：編曲、Vocal Direction
- Jason Sutter（英语：Jason Sutter）：爵士鼓
- Sean Hurley：貝斯
- Jeff Babco：鍵盤
- 石川寬子 with Lime Ladies Orchestra：弦樂器

## 收錄專輯
- 劇場版 名偵探柯南 主題歌集 ～"20"All Songs～（日语：劇場版 名探偵コナン 主題歌集 ～“20”All Songs～）
- THE BEST OF DETECTIVE CONAN 6 〜名偵探柯南 主題曲集6〜（日语：THE BEST OF DETECTIVE CONAN 6 〜名探偵コナン テーマ曲集6〜）[25]

## 腳註

### 出典
1. ↑  . iTunesトップソング (The Natsu Style). 2016-10-05  [2016-10-12]. （原始内容存档于2021-05-07）.
2. ↑  . Billboard JAPAN. 阪神コンテンツリンク. 2016-10-17  [2020-07-26]. （原始内容存档于2020-08-05）.
3. ↑  . Billboard JAPAN]. 阪神コンテンツリンク. 2016-10-17  [2020-07-26]. （原始内容存档于2020-08-05）.
4. ↑  . mora. Label Gate. 2016  [2020-07-26]. （原始内容存档于2020-09-29）.
5. ↑  . B'z Official Website. VERMILLION RECORDS. 2016-10-04  [2016-10-06]. （原始内容存档于2021-05-09）.
6. ↑  . 音樂Natalie (株式會社Natasha). 2016-10-04  [2016-10-04]. （原始内容存档于2022-05-07）.
7. ↑  . ORICON NEWS (Oricon). 2016-10-04  [2016-10-04]. （原始内容存档于2019-04-29）.
8. ↑  . BARKS (JAPAN MUSIC NETWORK株式會社). 2016-10-04  [2016-10-04]. （原始内容存档于2019-02-14）.
9. ↑  . rockinon.com (rockin'on). 2016-10-04  [2016-10-06]. （原始内容存档于2020-12-01）.
10. ↑  . Being. 2016-09-20  [2016-10-04]. （原始内容存档于2020-03-25）.
11. ↑  . B'z Official Website. VERMILLION RECORDS. 2016-05-12  [2016-10-04]. （原始内容存档于2021-10-27）.
12. ↑  石神恵美子. . CINEMATODAY (株式會社CINEMATODAY). 2016-02-26  [2016-10-04]. （原始内容存档于2017-01-11）.
13. ↑  . cinemacafe.net (株式會社cafegroove). 2016-02-26  [2016-10-04]. （原始内容存档于2019-04-21）.
14. ↑  . 電影.com (株式會社電影.com). 2016-02-26  [2016-10-04]. （原始内容存档于2022-03-09）.
15. ↑  . 音樂Natalie (株式會社Natasha). 2016-02-26  [2016-10-04]. （原始内容存档于2016-02-26）.
16. ↑  . 電影Natalie (株式會社Natasha). 2016-02-26  [2016-10-04]. （原始内容存档于2022-05-08）.
17. ↑  . 漫畫Natalie (株式會社Natasha). 2016-02-26  [2016-10-04]. （原始内容存档于2021-11-12）.
18. ↑  . ORICON NEWS (Oricon). 2016-02-26  [2016-10-04]. （原始内容存档于2019-04-22）.
19. ↑  . BARKS (JAPAN MUSIC NETWORK株式會社). 2016-02-26  [2016-10-04]. （原始内容存档于2019-04-21）.
20. ↑  . Animate Times (animate). 2016-02-26  [2016-10-04]. （原始内容存档于2017-07-08）.
21. ↑  高橋克則. . アニメ！アニメ！. 2016-02-26  [2016-10-04]. （原始内容存档于2020-10-20）.
22. ↑  . MANTANWEB (每日新聞社). 2016-02-26  [2016-10-04]. （原始内容存档于2016-04-28）.
23. ↑  . Sponichi Annex (株式會社SPORTS NIPPON新聞社). 2016-02-26  [2016-10-04]. （原始内容存档于2021-09-10）.
24. ↑   111. B'z Party. 2016-09.
25. 1 2  . Being.   [2020-02-06]. （原始内容存档于2020-02-06）.

## 外部連結
- YouTube上的B'z / 世界はあなたの色になる TV-SPOT

| 電視動畫《》片頭曲 2016年5月14日 - 12月24日 |                                |                                                  |
| 前作: 稻葉浩志 「羽」                       | B'z 「世界はあなたの色になる」 | 次作: BREAKERZ 「幾千の迷宮で 幾千の謎を解いて」 |